# 聶政中生介
聶政中生介（学名：Mesocythere nichengi）为細花介科中新介屬下的一个种。